# Гури-Тшебятовські
Гури-Тшебятовські (пол. Góry Trzebiatowskie) — село в Польщі, у гміні Мнішкув Опочинського повіту Лодзинського воєводства.
Населення — 52 особи (2011).
У 1975-1998 роках село належало до Пйотрковського воєводства.

## Демографія
Демографічна структура станом на 31 березня 2011 року:
|          | Загалом | Допрацездатний вік | Працездатний вік | Постпрацездатний вік |
| -------- | ------- | ------------------ | ---------------- | -------------------- |
| Чоловіки | 28      | 8                  | 19               | 1                    |
| Жінки    | 24      | 6                  | 10               | 8                    |
| Разом    | 52      | 14                 | 29               | 9                    |